# Aspidoscelis pai
Espèce
Synonymes
- Cnemidophorus inornatus pai Wright & Lowe, 1993
- Cnemidophorus pai Wright & Lowe, 1993

Statut de conservation UICN

 LC  : Préoccupation mineure
Aspidoscelis pai est une espèce de sauriens de la famille des Teiidae.

## Répartition
Cette espèce est endémique des États-Unis.

## Publication originale
- Wright & Lowe, 1993 : Synopsis of the subspecies of the little striped whiptail lizard, Cnemidophorus inornatus Baird. Journal of the Arizona Academy of Science, vol. 27, p. 129-157.